# Jennifer Egan-Simmons
Jennifer Egan-Simmons (22 de marzo de 1987) es una deportista irlandesa que compite en piragüismo en la modalidad de aguas tranquilas.
Ganó tres medallas en el Campeonato Mundial de Piragüismo entre los años 2018 y 2022, y una medalla de bronce en el Campeonato Europeo de Piragüismo de 2015.

## Palmarés internacional
| Campeonato Mundial | Campeonato Mundial          | Campeonato Mundial | Campeonato Mundial |
| Año                | Lugar                       | Medalla            | Competición        |
| ------------------ | --------------------------- | ------------------ | ------------------ |
| 2018               | Montemor-o-Velho (Portugal) | Medalla de bronce  | K1 5000 m          |
| 2021               | Copenhague (Dinamarca)      | Medalla de plata   | K1 5000 m          |
| 2022               | Halifax (Canadá)            | Medalla de bronce  | K1 5000 m          |
| Campeonato Europeo |                             |                    |                    |
| Año                | Lugar                       | Medalla            | Competición        |
| 2015               | Račice (República Checa)    | Medalla de bronce  | K1 5000 m          |